# Eurokommunisme
Eurokommunisme eller reformkommunisme er en benævnelse på politiske partier og retninger, som af historiske eller andre grunde betegner sig som kommunistiske, men som politisk ligger på en mere reformistisk retning. Betegnelsen eurokommunisme anvendtes første gang i 1975[kilde mangler] og blev benyttet som kendetegnende for opfattelsen inden for især det spanske og italienske, det svenske og det britiske kommunistparti i slutningen af 1970-erne, hvor man ville være uafhængige i forhold til det sovjetiske kommunistparti og ville godtage parlamentarisk demokrati også efter en kommunistisk magtovertagelse.
Eurokommunismen skilte sig også fra den jugoslaviske variant (titoisme), fordi denne til trods for, at Tito var helt selvstændig i forhold til udenlandske centre, fortsat var autoritær i vid udstrækning med et et-parti system. Eurokommunismen godtog derimod uden forbehold det pluralistiske flerpartisystem i Vesteuropa.
Vigtige personer i forbindelse med udviklingen af eurokommunismen var italienerne Antonio Gramsci, Palmiro Togliatti og Enrico Berlinguer og spaniolen Santiago Carillo.
Eurokommunismen kom kun til at spille en rolle i kort tid. Den var symptom på Sovjetunionens svaghed og forestående sammenbrud, og da Sovjetunionen brød sammen i 1991, betød det tillige sammenbruddet for de fleste kommunistpartier i Vesteuropa.

## Eurokommunismen i Danmark
Danmarks Kommunistiske Parti afviste eurokommunismen. En række medlemmer af DKP, herunder Dea Trier Mørch, gav i starten af 1980'erne udtryk for synspunkter, der var på linje med eurokommunismens modstand mod midler som deportation, indlæggelse eller eksilering overfor fjender af kommunismen, hvilket førte til, at Dea Trier Mørch og en række andre kulturpersonligheder enten forlod partiet eller blev ekskluderet.
Den manglende accept af eurokommunismen i Danmark har bl.a. sin baggrund i, at der allerede ved sprængningen af DKP i 1959 blev etableret et Moskva-kritisk socialistisk parti i form af Socialistisk Folkeparti, ligesom der i 1970'erne og 80'erne i Danmark fandtes en række kommunistiske og socialistiske partier, der i forvejen var mere eller mindre kritiske overfor Sovjetunionens kommunistiske parti.